# Alex García Mendoza
Alex García Mendoza (née le 2 juin 1993) est un judoka cubain.
Il a participé aux jeux Olympiques d'Été 2016 à Rio de Janeiro, dans la catégorie hommes de +de 100 kg. Il perdit le combat pour la médaille de bronze face à Or Sasson (Israël),.

## Palmarès
Résultats dans la catégorie des plus de 100 kg, sauf indication contraire
2010
- par équipes aux Jeux olympiques de la jeunesse

2013
- aux Championnats panaméricains de judo

2015
- aux Championnats panaméricains de judo
- aux Jeux panaméricains de 2015

2016
- aux Championnats panaméricains de judo

2017
- aux Championnats panaméricains de judo
- aux Championnats du monde de judo toutes catégories 2017

|                                                      | Cat.    | 2013 | 2014 | 2015 | 2016 | 2017 |
| ---------------------------------------------------- | ------- | ---- | ---- | ---- | ---- | ---- |
| Championnats panaméricains de judo                   | +100 kg | 3e   | -    | 3e   | 3e   | 1re  |
| Jeux panaméricains                                   | +100 kg | -    | -    | 3e   | -    | -    |
| Championnats du monde de judo toutes catégories 2017 | +100 kg | -    | -    | -    | -    | 3e   |